# Phygasia
Phygasia es un género de insectos coleópteros de la familia Chrysomelidae. Se encuentran en el Paleártico, Indomalasia y África tropical.

## Especies
Las especies de este género son:
- Phygasia basalis Kimoto, 2000
- Phygasia carinipennis Chen & Wang, 1980
- Phygasia cyanea Medvedev, 1995
- Phygasia diancangana (Wang, 1992)
- Phygasia foveolata Wang, 1992
- Phygasia indochinensis Medvedev, 1995
- Phygasia marginata Medvedev, 1995
- Phygasia media Chen & Wang, 1980
- Phygasia minuta Medvedev, 2001
- Phygasia pallidipennis Chen & Wang, 1980
- Phygasia pallidipennis Medvedev, 2004
- Phygasia potanini Lopatin, 1995
- Phygasia potanini Medvedev, 1995
- Phygasia ruficollis Wang in Wang & Yu, 1993
- Phygasia tricolora Medvedev, 1995
- Phygasia wittmeri Medvedev, 1995